# Astragalus exspectatus
Astragalus exspectatus es una especie de planta del género Astragalus, de la familia de las leguminosas, orden Fabales.

## Taxonomía
Fue descrita científicamente por A. A. Maassoumi.

## Distribución
Astragalus exspectatus es una especie nativa de Irán.